# تحطم طائرة لوكوموتيف ياروسلافل
وقع حادث تحطم طائرة لوكوموتيف ياروسلافل من نوع ياك-42 في 16:05 بتوقيت موسكو، 12:05 بتوقيت جرينتش في 7 سبتمبر 2011 وكانت الطائرة تحمل على متنها فريق ومدربي لوكوموتيف ياروسلافل لهوكي الجليد، ووقعت هذه الحادثة بالقرب من مدينة ياروسلافل الروسية. قُتل جراء التحطم 43 شخصًا من أصل 45 شخصًا كانوا على متن الطائرة، ووفقًا لمصادر فإن الطائرة لم تكن قد ارتفعت بضعة أمتار عن الأرض، واصطدمت ببرج في المطار قبل تحطمها. وكانت الطائرة متجهة إلى مينسك عاصمة روسيا البيضاء. واحد من الاثنين الذين أنقذا من الحطام، وهو ألكسندر غاليموف توفي بعد 5 أيام من الحادث في المستشفى، فقط مهندس الرحلة ألسكندر سيزوف نجا من الحادث، والذي صدر بيان عن المشفى الذي يعالج فيه يقول أن حياته لم تعد في خطر. والذي سيكون الشاهد الرئيسي في التحقيق بحيثيات الحادث.

## ردود الفعل
أعرب الرئيس الروسي ديمتري مدفيديف عن تعازيه لأسر الضحايا، واجتمع مع اللجنة المكلفة بالتحقيق في تحطم الطائرة، وقال أن على الحكومة اتخاذ إجراءات غير سهلة لتحديث أسطول الطيران المدني الروسي، وأن تكون الأولوية في ذلك لصناعة الطيران في روسيا، بل لصحة الركاب. وبإيعاز من الرئيس الروسي يجري التحقق من حالة جميع طائرات ياك-42 العاملة في روسيا، والتي يبلغ عددها 58 طائرة.
وأطلق الرئيس الروسي حزمة من الإجراءات كلف رئيس وزرائه فلاديمير بوتين بتنفيذها، وهذه الإجراءات تشمل تعليق نشاط الشركات التي لا تضمن أمن التحليقات التي تنظمها، وإدخال تعديلات على قانون قواعد الطيران لتطبيق المعايير الدولية في مجال الرقابة الحكومية على تنفيذ التحليقات الجوية، وزيادة الغرامات المقررة على مخالفة قواعد إعداد وتنفيذ التحليقات، وإمكانية وقف نشاط الشركات التي تستخدم الطائرات بصورة مخالفة للقوانين الروسية، دون صدور قرار قضائي مسبق. كما تضمنت الإجراءات بندًا - عُدَّ مثيرًا للجدل - ويقضي باتخاذ إجراءات فورية لتوفير تمويل شراء طائرات جديدة تتفق مع المعايير الحديثة، وهذا بصرف النظر عن البلدان المنتجة لها.
بعث نادي مانشستر يونايتد برسالة إلى نادي لوكوموتيف ياروسلافل أعرب فيها عن تعاطفه ودعمه للنادي، وقال فيها ديفيد جيل الرئيس التنفيذي للنادي أن كارثة لوكوموتيف تحمل نوعًا من أوجه التشابه مع كارثة ميونخ الجوية التي راح ضحيتها 23 لاعبًا وموظفًا وصحافيًا تابعين لمانشستر يونايتد في عام 1958.

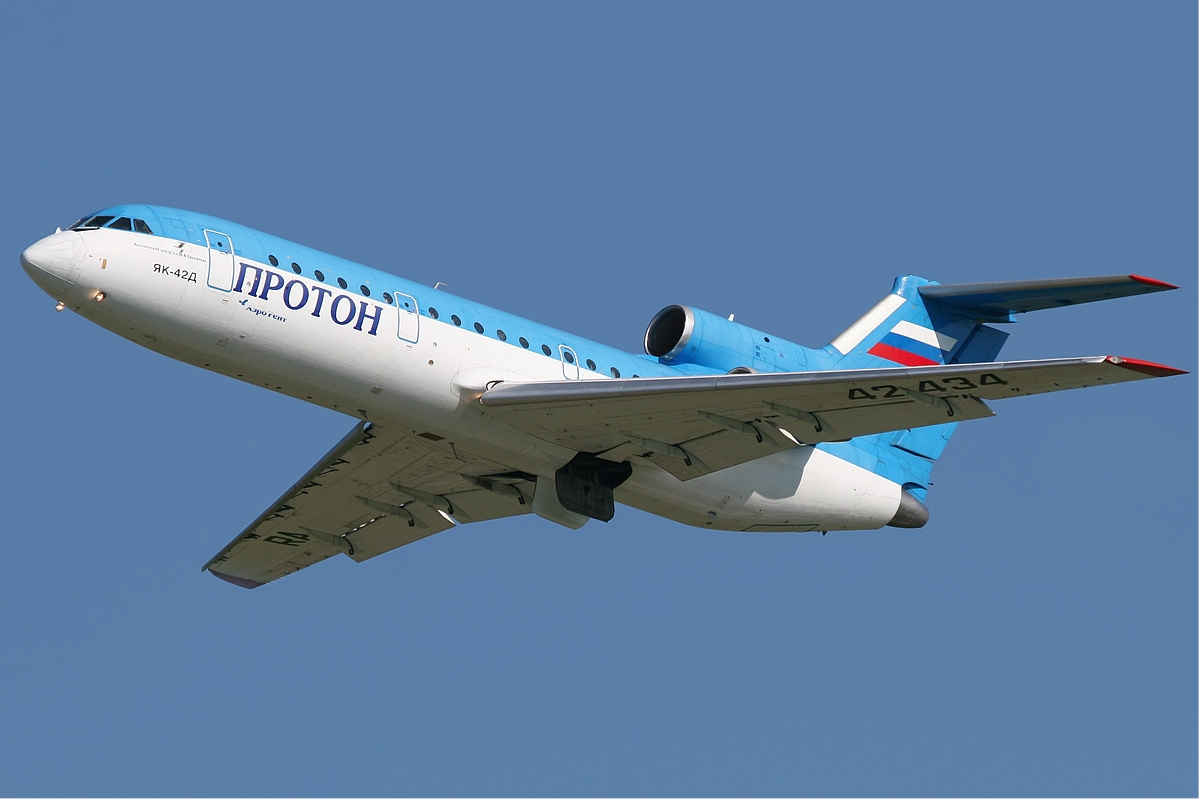
طائرة ياك-42 في 2006.

في 10 سبتمبر، 2011، أقيمت المراسم التأبينية للضحايا في قصر رياضي هو ملعب الفريق، الذي يسمى أرينا - 2000 بمدينية ياروسلافل، حضر المراسم رئيس الوزراء الروسي فلاديمير بوتين ومساعد الرئيس أركادي دفوركوفيتش وعدد من الشخصيات الرسمية والاجتماعية والرياضية، إلى جانب ممثلي جميع فرق هوكي الجليد الروسية الرئيسية، ونحو 100,000 من الأهالي. وأعلن الحداد في مقاطعة ياروسلافل لمدة 3 أيام بقرار من المحافظ. وقبل ذلك، في 8 سبتمبر، وفي الوقت الذي كان من المقرر أن يلتقي فيه لوكوموتيف ياروسلافل مع دينامو مينسك، أقيمت مراسم تأبينية في ملعب مينسك أرينا في مينسك، حيث سدد لاعبو دينامو مينسك على مرماهم الخاص، في إشارة إلى أن لوكوموتيف ياروسلافل هو المنتصر. وشارك في المراسم الرئيس البيلاروسي ألكسندر لوكاشينكو.

## وصلات خارجية
- تحطم طائرة لوكوموتيف ياروسلافل  - تصنيف ويكيميديا كومنز
- صور لأعضاء الفريق الذين لقوا مصرعهم في الحادث، روسيا اليوم.